# Edwardsia timida
Edwardsia timida is een zeeanemonensoort uit de familie Edwardsiidae. Edwardsia timida werd in 1842 voor het eerst wetenschappelijk beschreven door Armand de Quatrefages.

## Beschrijving
De zuil van deze gravende zeeanemoon lijkt op Edwardsia claparedii maar is nog langwerpiger. Er zijn 16-32 tentakels, gerangschikt in 3 cycli. De kleur van de mondschijf, tentakels en scapulus is doorschijnend lichtoranje, meestal gedessineerd met ondoorzichtig wit of crème, tentakels effen of met witte uiteinden. De kolom is tot 70 mm lang en 5 mm in diameter; de span van de tentakels tot 40 mm.

## Verspreiding
Edwardsia timida is alleen bekend van enkele plaatsen in de Ierse Zee en van de noordkust van Frankrijk. Kan op grotere schaal worden verspreid, maar wordt gemakkelijk over het hoofd worden gezien, tenzij er opzettelijk naar wordt gezocht. Deze soort leeft in holtes in zand of grind in gematigde getijdenstromen. Komt vooral voor op beschutte plaatsen van de lagere kust tot het ondiepe sublitoraal: meestal overvloedig mits aanwezig.